# Izidor iz Mileta
Izidor iz Mileta (starogrško Ἰσίδωρος ὁ Μιλήσιος, latinizirano: Isídoros hó Milésios), poznoantični arhitekt, fizik in matematik, * 442, Milet, † 537.
Izidor je bil poleg Antemiosa iz Trala glavni bizantinsko-grški arhitekt, ki mu je cesar Justinijan I. med letoma 532 in 537 naročil oblikovanje cerkve Hagija Sofija v Konstantinoplu. Uredil je tudi obsežno zbirko Arhimedovih del.

## Povzetek
Preden ga je najel cesar Justinijan, je bil ugleden znanstvenik in matematik. »Izidor je poučeval stereometrijo in fiziko na univerzah, najprej v Aleksandriji, nato v Konstantinoplu in napisal komentar za starejšo razpravo o obokanju.« Izidor je znan tudi po izdaji prve celovite zbirke Arhimedovega dela.
Cesar Justinijan I. je določil svoje arhitekte za obnovo Hagije Sofije po zmagi nad protestniki v prestolnici rimskega cesarstva, Konstantinoplu. Prva bazilika je bila končana leta 360 in predelana med letoma 404 in 415, vendar je bila leta 532 poškodovana med vstajo Nika: »Sofijin tempelj, kopališče Zevksip in cesarski dvor od Propilej vse tja do tako imenovane Aresove hiše je pogorelo in bilo uničeno, pa tudi oba velika portika, ki sta vodila na forum, ki se imenuje po Konstantinu, hiše uspešnih ljudi in veliko drugih posesti.« Na tekmovanjih bizantinske družbe med modrimi in zelenimi v dirkah z bojnimi vozovi na hipodromu je bilo nasilje zelo pogosto. Med vstajo Nika je umrlo več kot 30 000 ljudi. Cesar Justinijan I. je zagotovil, da njegova nova zgradba ne bo pogorela tako kot njegovih predhodnikov in naročil arhitektom zgraditi cerkev v glavnem iz kamna namesto iz lesa: »Uporabil je žgano opeko in malto in ju na mnogih mestih povezal z železom, ni uporabil lesa, tako da cerkev ne bo več zgorela.«
Izidor iz Mileta in Antemij iz Trala sta prvotno načrtovala glavno ladjo Hagije Sofije v izmeri 70 metrov × 76 metrov, kar je največja cerkev v Konstantinoplu, a izvirna kupola je bila skoraj 6 metrov nižja: »Justinijan je zatrl izgrede in svojo zmago proslavil s postavitvijo nove Hagije Sofije med letoma 532 in 537, kar je ena največjih, najrazsipnejših in najdražjih stavb vseh časov.«
Čeprav Izidor iz Mileta in Antemij iz Trala nista bila uradno izobražena arhitekta, sta bila znanstvenika, ki sta lahko organizirala logistiko risanja tisočev delavcev in zagotovila neprimerljive kupe redkih surovin iz celega rimskega imperija, da bi ustvarila Hagijo Sofijo za cesarja Justinijana I. Končni izdelek je bil zgrajen v občudovanja vredni obliki: »Vsi ti elementi čudežno držijo skupaj v zraku, visijo eden ob drugem in počivajo le na delih, ki mejijo na njih, ustvarjajo enotno in najbolj izjemno harmonijo ter gledalcu ne omogočajo, da bi počival s pogledom na enem od njih dalj časa.«

## Zaključek
V Hagiji Sofiji so arhitekti inovativno združili vzdolžno strukturo rimske bazilike in osrednji načrt za boben, ki podpira kupolo, da zdrži visoke magnitude potresov v Marmari, »vendar v maju 558, malo več kot 20 let za tem, ko je bila cerkev po potresih avgusta 553 in decembra 557 predana, so deli osrednje kupole in njen podporni strukturni sistem propadli.« Hagija Sofija je bila zaradi potresov razpokana in so jo hitro popravili. Nečak Izidorja iz Mileta, Izidor mlajši, je predstavil novo obliko kupole, ki se jo lahko danes ogleda na Hagiji Sofiji v Carigradu v Turčiji.
Po velikem potresu leta 989, ki je uničil kupolo Hagije Sofije, so bizantinski uradniki poklicali arhitekta Trdata v Bizanc, da bi poskrbel za popravila. Obnovljena kupola je bila končana leta 994.